# 哈桑·海多斯
哈桑·海多斯（阿拉伯語：حسن خالد حسن الهيدوس；1990年12月11日—），是一名卡塔尔足球运动员，司职前锋。现效力于卡塔尔星级足球联赛萨德体育俱乐部，同时也代表卡塔尔国家足球队。

## 荣誉

### 俱乐部
萨德
- 卡塔尔星级足球联赛冠军：2006/07赛季、2012/13赛季、2018/19赛季、2020/21赛季
- 卡塔爾酋長盃冠军：2007、2014、2015、2017、2020
- 卡塔尔杯冠军：2007、2008、2017、2020、2021
- 卡塔爾星盃冠军：2010、2019/20赛季
- 卡塔爾謝赫賈西姆盃冠军：2014、2017、2019
- 亚洲足联冠军联赛冠军：2011
- 国际足联俱乐部世界杯季军：2011

### 国家队
- 阿拉伯海灣盃冠军：2014
- 西亞足球錦標賽冠军：2014
- 亚足联亚洲杯冠军：2019、2023
- 國際足協阿拉伯盃季军：2021